# Gnophomyia tristissima
Gnophomyia tristissima är en tvåvingeart som beskrevs av Osten Sacken 1860. Gnophomyia tristissima ingår i släktet Gnophomyia och familjen småharkrankar. Inga underarter finns listade i Catalogue of Life.